# كينيث هيدبيرغ
كينيث هيدبيرغ (بالإنجليزية: Kenneth Hedberg)‏ هو عالم الكيمياء الفيزيائية ‏ أمريكي، ولد في 2 فبراير 1920 في بورتلاند في الولايات المتحدة، وتوفي في 5 يناير 2019 في كورفاليس في الولايات المتحدة.